# BC Tsmoki-Minsk
O BC Tsmoki-Minsk  é um clube profissional de basquetebol situado na cidade de Minsk, Bielorrússia que disputa atualmente a Liga Bielorrussa, VTB Liga e a Copa Europeia.